# Live Alien Broadcasts
| Recensione | Giudizio |
| ---------- | -------- |
| AllMusic   | [ 1 ]    |

Live Alien Broadcasts è il primo e finora unico album dal vivo del gruppo grunge statunitense Tad, pubblicato il 10 gennaio 1995 dalla Futurist Records.

## Tracce
1. Throat Locust – 4:29
2. Just Bought the Farm – 4:11
3. Paregoric – 4:07
4. Delinquent – 3:31
5. Rotor – 4:11
6. Pale Corkscrew – 4:16
7. Stumblin' Man – 3:41
8. Demon Seed – 4:14
9. Sunday Drive – 3:38
10. Jack – 3:41
11. Pale Corkscrew (Studio Version) – 4:20 – solo in versione vinile

## Formazione
Gruppo
- Tad Doyle - voce, chitarra, tastiere
- Kurt Danielson - basso
- Gary Thorstensen - chitarra
- Josh Sinder - batteria

Produzione
- Mark Naficy - produttore
- Howie Weinberg - mastering